# TuS Bodenteich
Der TuS Bodenteich (offizielle: Turn- und Sportverein Bodenteich von 1911 e.V.) ist ein Sportverein aus Bad Bodenteich im Landkreis Uelzen. Die erste Fußballmannschaft spielte fünf Jahre in der höchsten niedersächsischen Amateurliga.

## Geschichte
Der Verein wurde im Jahre 1911 als MTV Bodenteich gegründet. Der sportliche Aufschwung begann im Jahre 1960, als die Heimspielstätte einen Rasen bekam. Die erste Mannschaft stieg innerhalb weniger Jahre von der 2. Kreisklasse in die Bezirksklasse auf. 1970 besiegte der TuS die Amateure des 1. SC Göttingen 05 im Finale des Niedersachsenpokals mit 6:1. Wenige Monate später empfingen die Bodenteicher in der ersten Runde des DFB-Pokals den Regionalligisten FC St. Pauli, die das Spiel mit 8:1 für sich entscheiden konnten.
Im Jahre 1971 stiegen die Bodenteicher in die Verbandsliga Ost auf und wurden auf Anhieb Meister. In der anschließenden Aufstiegsrunde konnte sich der TuS gemeinsam mit dem Hannoverschen SC durchsetzen und schaffte damit den Durchmarsch ins niedersächsische Oberhaus. Nach einem Jahr musste die Mannschaft als Tabellenletzter wieder absteigen. Im Jahre 1976 wurde der TuS erneut Meister, scheiterte aber in der Aufstiegsrunde. 
Nach der Ligareform von 1979 spielte man in der Landesliga Ost bzw. ab 1994 in der Niedersachsenliga Ost, ehe zwei Abstiege in Folge den Verein 1996 in die Bezirksliga beförderten. Nach dem direkten Wiederaufstieg marschierte der TuS 1997/98 in die Niedersachsenliga Ost durch. Seit 2010 tritt die Mannschaft in der Bezirksliga Lüneburg 1 an und spielte in der Saison 2016/17 für ein Jahr in der Landesliga.